# Baga del Cortès
La Baga del Cortès, és una obaga del terme municipal de Sant Pere de Vilamajor, al Vallès Oriental, al veïnat de Canyes. Està situada al vessant oriental de la serra de Palestrins, per damunt del mas del Cortès i envia les aigües a la riera de Vilamajor.